# 21 bài học cho thế kỷ 21
21 bài học cho thế kỷ 21 là một cuốn sách của tác giả người Israel Yuval Noah Harari và được Spiegel & Grau xuất bản vào tháng 8 năm 2018 tại Mỹ và Jonathan Cape xuất bản tại Anh.
Sau khi đã bàn về quá khứ trong Sapiens: Lược sử loài người (2011) và tương lai trong Homo Deus: A Brief History of Tomorrow (2016), Harari chuyển sự quan tâm của ông sang hiện tại trong tác phẩm 21 Bài học. Gồm một bộ sưu tập các bài tiểu luận, nhiều bài dựa trên các bài báo đã được xuất bản trước đó, ông cố gắng gỡ rối các mâu thuẫn về công nghệ, chính trị, xã hội và tồn tại mà loài người đang phải đối mặt.
Cuốn sách bao gồm năm phần, mỗi phần được tạo thành từ bốn hoặc năm bài tiểu luận.